# Revista de Ciencias, Literatura y Artes (1867)
La Revista de Ciencias, Literatura y Artes fue una publicación periódica editada en Sevilla durante la segunda mitad del siglo xix, fundada en 1867.

## Historia
Su primer número apareció en abril de 1867. Se imprimía en la Imprenta de Manuel Padilla Salvador de la calle de Colón n.º 10 y en la de Batehojas n.º 12. Publicada los días 15 y 30 de cada mes, en cuadernos de 56 páginas en 4º mayor y cubierta de colores, tanto el papel como la impresión eran de buena calidad. Su contenido incluía estudios filosóficos, biografías, poesías, novelas, leyendas, cuentos, epigramas, teatros y noticias. Se desconoce cuándo dejó de publicarse.
El editor responsable de la revista fue Manuel Padilla Salvador, y en ella participaron como redactores o colaboradores autores como Fernán Caballero, Antonia Díaz de Lamarque, Gertrudis Gómez de Avellaneda, Enriqueta Lozano de Vilches, José María Asensio, Juan José Bueno, Ventura Camacho, Narciso Campillo, Adolfo de Castro, Fernando de Gabriel y Ruiz de Apodaca, Joaquín de Fuentes Bustillo, Francisco Flores Arenas, Agustín González Ruano, Luis Herrera, José Lamarque de Novoa, Antonio de Latour, Jacinto Montells y Nadal, José Navarrete, José Nuevo y Ponce, Francisco de Borja Pabón, Joaquín de Palacios y Rodríguez, Mariano Pardo de Figueroa, Arístides Pongilioni, Carlos Ramírez Arellano, Luis Ramírez y de las Casas-Deza, Demetrio de los Ríos, Francisco Rodríguez-Zapata, José Velázquez y Sánchez o Rafael Vila y Quesada, entre otros.